# Ferdinandstraße 14 (Mönchengladbach)

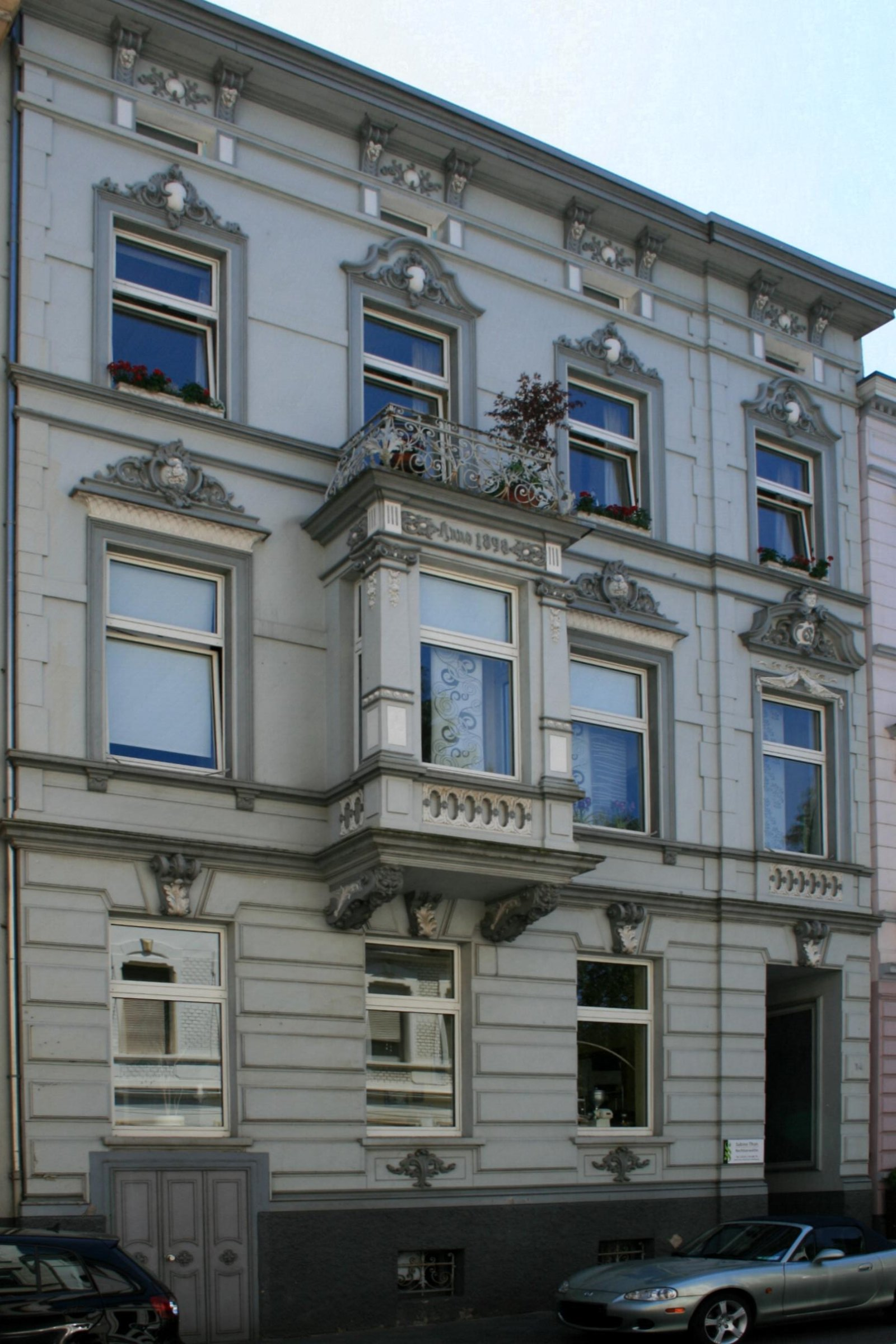
Wohnhaus (2010)

Das Wohnhaus Ferdinandstraße 14 steht in Mönchengladbach (Nordrhein-Westfalen).
Das Gebäude wurde 1897 erbaut. Es ist unter Nr. F 031 am 7. September 1995 in die Denkmalliste der Stadt Mönchengladbach eingetragen worden.

## Architektur
Im nördlichen Stadterweiterungsgebiet unmittelbar vor der die Hermann-Piecq-Anlage überspannenden Eisenbahnbrücke steht der vierachsige Putzbau von drei Geschossen und befenstertem Drempel; der rückwärtige Anbau ist mit dem des Nachbarhauses Nr. 16 gekoppelt. Traditionelle Gliederung mit Stockwerk-, Sohlbank- und Traufgesims. Bei gleichmäßiger Fensterreihung asymmetrische Akzentuierung mittels eines konsolgestützten, dreiseitig geöffneten Kastenerkers und der risalitartig leicht herausgestellten und durch geschossübergreifende Wandvorlagen betonten Eingangsachse.
In der Erkerbrüstung Datierungsinschrift „Anno 1898“. Über glatt verputztem Kellersockel das durch Quaderimitation strukturierte Erdgeschoss mit tief eingeschnittener Eingangsnische (rechts) und beidseitig stuckiertem Wandspiegel; die beiden Obergeschosse glatt verputzt. Bis auf die schmaler dimensionierten Seitenfenster des Erkers sind alle Fensteröffnungen gleichförmig hochrechteckig ausgebildet; nach oben von abnehmender Höhe und geschossweise wechselnder Rahmung.
Die Fenster des Erdgeschosses sind schmucklos in die Wandfläche eingeschnitten und mit volutenähnlichem Schlussstein besetzt. Eine gebälküberdachte Rahmung mit vegetabilisch ausgebildeter Ornamentik fasst zwei Fenster des ersten Obergeschosses ein; das der Eingangsachse ist aufwändiger gerahmt mit bekrönendem Schweifgiebel, den ein Mädchenkopf ziert. Im zweiten Obergeschoss sind die Öffnungen alternierend mit schweifgiebelbekrönten und ornamentikverdachten Rahmungen geschmückt. Den mit filigraner Brüstung abgeschlossenen Balkonaustritt in der zweiten linken Achse erschließt ein Französisches Fenster. Die Fenster des Drempels sind als liegende Rechtecke ausgebildet. Als Gebäudeabschluss ein flach geneigtes Satteldach über einem von rhythmisiert angeordneten Konsolen gestützten Traufgesims. Die Stuckornamentik orientiert sich an Formen des Jugendstils und des Barock.